# Цыпленков, Семён Григорьевич
Семён Григорьевич Цыпленков (22 апреля 1906,  Самара,  Российская империя — 24 апреля 1973, Люберцы, Московская область, РСФСР,  СССР) — советский военачальник, полковник (1942). Дважды за разные подвиги представлялся к званию Герой Советского Союза.

## Биография
Родился 22 апреля 1906 года в городе  Самара.  Русский. Член ВКП(б) с 1926 года.

### Военная служба

#### Межвоенные годы
С сентября 1932 года, после окончания военно-политических курсов ПриВО в городе Куйбышев, проходил службу в 91-м Астраханском полку этого же округа, который затем был переименован в 103-й стрелковый в составе 35-й стрелковой дивизии. В мае 1934 года убыл с дивизией на Дальний Восток в состав ОКДВА. В этом полку прослужил до декабря 1938 года, занимая должности политрука стрелковой и пулеметной рот, полковой школы, врид комиссара полка. С декабря 1938 года был комиссаром отдела кадров по начсоставу 2-й Отдельной Краснознаменной армии, с июня 1939 года — комиссаром 206-го стрелкового полка 99-й стрелковой дивизии. В сентябре того же года он был направлен в ОдВО на должность комиссара 256-го стрелкового полка 30-й стрелковой дивизии в городе Днепропетровск. В этой должности участвовал в походах Красной армии в Западную Украину (1939) и Бессарабию (1940).

#### Великая Отечественная  и  Советско-японская войны
С началом  войны батальонный комиссар  Цыпленков продолжал служить в той же должности. Полк в составе этой же дивизии 9-й армии Южного фронта участвовал в приграничном сражении на реке Прут, в июле — августе 1941 года вел боевые действия на реке Днепр в районах городов Каховка, Николаевка. В период с 10 августа по 5 сентября  Цыплаков находился в окружении, вышел во главе группы бойцов и командиров в полосе 6-й армии в районе города Днепродзержинск. После проверки батальонный комиссар Цыпленков в ноябре был назначен командиром 256-го стрелкового полка. В составе 30-й стрелковой дивизии 9-й, затем 56-й армий Южного фронта участвовал в Ростовских оборонительной и наступательной операциях.
В мае 1942 года подполковник  Цыпленков направлен слушателем в Военную академию РККА им. М. В. Фрунзе в городе Ташкент. После окончания ее ускоренного курса в октябре того же года он был назначен заместителем командира 399-й стрелковой дивизии резерва Ставки ВГК, которая дислоцировалась в районах города Мценск, ст. Выползово. В январе 1943 года дивизия вошла в состав 48-й армии Брянского фронта и до июня находилась в обороне, затем была подчинена 42-му стрелковому корпусу этой же армии Центрального фронта и в его составе участвовала в Курской битве, Орловской наступательной операции. В середине июля полковник  Цыпленков был ранен и до сентября находился на излечении в госпитале в Москве, затем вернулся в дивизию на прежнюю должность.
С октября 1943 года и до конца войны полковник  Цыпленков командовал 170-й стрелковой дивизией, которая входила в состав 42-го стрелкового корпуса 48-й, 50-й и 3-й армий Центрального, Белорусского, 1-го и 2-го Белорусских фронтов и участвовала в битве за Днепр, Гомельско-Речицкой, Рогачево-Жлобинской, Белорусской и Восточно-Прусской наступательных операциях. Дивизия особо отличилась в Гомельско-Речицкой операции, в ходе которой был освобожден город Речица. Приказом ВГК от 18 ноября 1943 года ей было присвоено почетное наименование «Речицкая». За успешное выполнение заданий командования при прорыве сильно укрепленной обороны противника на бобруйском направлении в июле 1944 года она была награждена орденом Суворова 2-й степени, а в апреле 1945 года за отличное выполнение заданий командования при разгроме данцигской группировки противника — орденом Красного Знамени. Дважды полковник  Цыпленков был представлен к званию Героя Советского Союза (в июле 1944 г. — за Гомельско-Речицкую операцию и в мае 1945 г. — за действия по разгрому данцигской группировки противника). Кроме того, он дважды представлялся к воинскому званию генерал-майор.
В июле 1945 года полковник  Цыпленков был направлен на Дальний Восток в распоряжение Военного совета Приморской группы войск, после прибытия назначен командиром 40-й стрелковой дивизии. В ходе Советско-японской войны дивизия под его командованием в составе 25-й армии 1-го Дальневосточного фронта участвовала в Харбино-Гиринской наступательной операции,   овладела городами Даванцин, Кинчан и Тумынь, захватив при этом много пленных и трофеев, за что она была награждена орденом Суворова 2-й степени.
За время боевых действий комдив Цыпленков  был  восемь  раз персонально упомянут в благодарственных в приказах Верховного Главнокомандующего.

#### Послевоенное время
После войны полковник  Цыпленков в сентябре 1945 года был откомандирован в распоряжение ГУК НКО для зачисления слушателем Высшей военной академии им. К. Е. Ворошилова, однако в ней не учился. С марта 1946 года был слушателем на курсах усовершенствования командиров стрелковых дивизий при Военной академии им. М. В. Фрунзе, затем учился на курсах по подготовке преподавателей при этой же академии. С августа 1946 года находился на преподавательской работе в Военной академии им. М. В. Фрунзе, с июня 1948 года и. д. преподавателя по оперативно-тактической подготовке, он же тактический руководитель учебной группы основного факультета. С октября 1948 года служил в Воздушно-десантных войсках в должностях заместителя командира 11-й гвардейской воздушно-десантной дивизии, с декабря 1951 года— старшего инспектора, он же заместитель начальника 2-го отдела (общевойсковой подготовки) Управления боевой подготовки воздушно-десантной армии, с мая 1953 года — заместитель начальника группы планирования и общевойсковой подготовки, а с мая 1955 года — старшего инспектора отдела боевой подготовки Управления ВДВ. С июня 1957 года гвардии полковник  Цыпленков в запасе.

## Награды
- орден Красного Знамени (20.02.1942)[9]
- орден Красного Знамени (10.02.1945) изначально был представлен к ордену Суворова II степени[10]
- орден Красного Знамени (31.05.1945) изначально был представлен к присвоению звания Герой Советского Союза[11]
- орден Красного Знамени (20.04.1953)[12]
- орден Суворова II степени (26.08.1945)[13]
- орден Кутузова II степени (23.07.1944) изначально был представлен к присвоению звания Герой Советского Союза[14]
- орден Богдана Хмельницкого II степени (15.01.1944)[15]
- орден Отечественной войны I степени (12.08.1943)[16]
- орден Красной Звезды (06.11.1947)[12]
  - медали в том числе:
  - «За боевые заслуги» (03.11.1944)[12][17])
  - «За оборону Москвы» (1945)
  - «За победу над Германией в Великой Отечественной войне 1941—1945 гг.» (1945)
  - «За взятие Кенигсберга» (1945)
  - «За победу над Японией» (1945)

Почётный гражданин
- Избран почётным гражданином города Млава[18]

Приказы (благодарности) Верховного Главнокомандующего в которых отмечен С. Г. Цыпленков.
- За овладение городом Речица — крупным узлом коммуникаций и важным опорным пунктом обороны немцев на правом берегу среднего течения Днепра. 18 ноября 1943 года. № 43.
- За форсирование реки Друть и прорыв сильной, глубоко эшелонированной обороны противника на фронте протяжением 30 километров и продвижение в глубину до 12 километров, а также захват более 100 населенных пунктов, среди которых Ректа, Озеране, Веричев, Заполье, Заболотье, Кнышевичи, Моисеевка, Мушичи, и блокирование железной дороги Бобруйск — Лунинец в районе ст. Мошна, Черные Броды. 25 июня 1944 года № 118.
- За переход  в наступление на двух плацдармах на западном берегу реки Нарев, севернее Варшавы, прорыв глубоко эшелонированной обороны противника и овладение  сильными опорными пунктами обороны немцев городами Макув, Пултуск, Цеханув, Нове-Място, Насельск. 17 января 1945 года.  № 224.
- За овладение штурмом городами Млава и Дзялдово (Зольдау) – важными узлами коммуникаций и опорными пунктами обороны немцев на подступах к южной границе Восточной Пруссии и городом Плоньск – крупным узлом коммуникаций и опорным пунктом обороны немцев на правом берегу Вислы. 19 января 1945 года. № 232.
- За прорыв сильно укрепленной оборону немцев на южной границе Восточной Пруссии, вторглись в её пределы и овладение городами Найденбург, Танненберг, Едвабно и Аллендорф — важными опорными пунктами обороны немцев. 21 января 1945 года. № 239.
- За овладение городами Восточной Пруссии Мюльхаузен, Мариенбург и Штум — важными опорными пунктами обороны немцев, прорыв к побережью Данцигской бухты, и захват города Толькемит, отрезав тем самым восточно-прусскую группировку немцев от центральных районов Германии. 26 января 1945 года. № 256.
- За завершение ликвидации окружённой восточно-прусской группы немецких войск юго-западнее Кёнигсберга. 29 марта 1945 года. № 317.
- За форсирование реки Уссури, прорыв Хутоуского, Мишаньского, Пограничненского и Дуннинского укрепленных районов японцев и овладение городами Мишань, Гирин, Яньцзи, Харбин. 23 августа 1945 года. № 372.

## Мемуары
- Цыпленков С. Г. Боевые спутники мои: [О 170-й Речицкой стрелковой дивизии]. - Пермь : Кн. изд-во, 1973. - 186 с. : ил.; 16 см.
- Цыпленков С. Г. Бои за село Герман - глава в книге  "В дни грозовые": [Сборник]. - Москва : Воениздат, 1975. - 110 с. : ил.; 20 см.